# Proportionellt valsätt
Proportionellt valsätt är ett sätt att fördela mandaten i val som förrättas av bland annat kommunfullmäktige och landstingsfullmäktige.  Ofta väljs ledamöter i nämnder enligt ett förslag från en valberedning. Om tillräckligt många av de röstberättigade begär det ska i stället valet ske med röstsedlar och mandaten ska fördelas proportionellt enligt resultatet av omröstningen. 
För att proportionellt valsätt ska komma till stånd ska ett visst antal av de närvarande röstberättigade begära det. Man räknar ut det antal som behövs genom att addera ett till det antal personer som ska väljas. Antalet närvarande röstberättigade divideras sedan med denna summa. Kvoten avrundas uppåt. 